# ラエリアン・ムーブメント

エロヒムの紋章でラエリアン・シンボル（六芒星と逆卍を組み合わせたマーク）

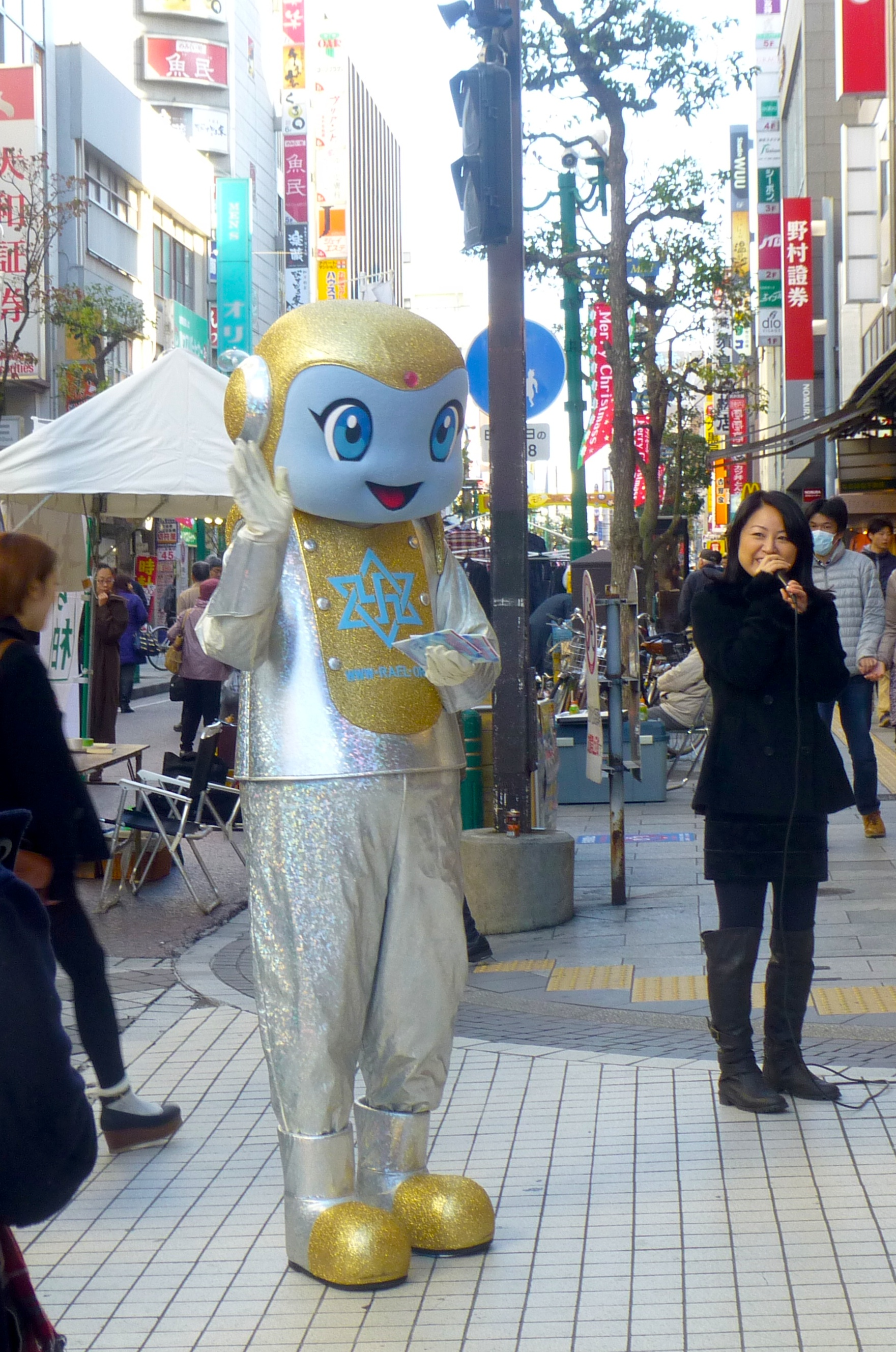
日本ラエリアン・ムーブメントのマスコットキャラクター

ラエリアン・ムーブメント（Raëlian movement）は、1974年にフランスのクロード・ボリロン（ラエル）が始めた運動、新興宗教団体、UFO宗教である。日本では宗教法人として登記はされていない。欧米ではRaëlism（ラエリ主義）と称される場合もある。この宗教の発祥の地であるフランスでは、政府のカルトに関する議会委員会がこれを「セクト」と呼んでいるが、これは英語の「カルト」に似た否定的な意味合いを持つフランス語の用語である。教祖のラエルは、現在は日本の沖縄県に住んでおり、日本は世界で最も多い会員を擁している。
ラエリアンは、エロヒムと呼ばれる科学的に進歩した地球外知的生命体（ETI）が、遺伝子操作により地球の全ての生命や人類を創造したと説く。無神論的な宗教で、エロヒムは歴史的に神々と間違われてきたとする。歴史上、エロヒムは40人のエロヒムと人間のハイブリッドを創造し、彼らの起源に関するニュースを人類に伝える預言者としての役割を果たしてきたと主張する。その中には、仏陀、イエス、ムハンマドが含まれ、ラエル自身は40人目の最後の預言者だという。将来的には、クローン技術と物理的な記憶の転送技術により、人類も異星人と同様に永遠の命を得ることが可能であると信じている。「生命が偶発的に合成されて誕生したり、進化することは有り得ない」とし、進化論を否定している。
ラエリアンは、人類は新たな科学技術の発展を平和的な目的のために利用する方法を見つけなければならず、それが達成されたとき、エロヒムが地球に戻って人類と技術を共有し、ユートピアを確立すると信じている。そのため、エロヒムを迎える「宇宙人大使館」をイスラエルに建設することを模索してきた。ラエリアンたちは毎日「官能的瞑想」に励み、クローン人間による不老不死を望み、性的に自由な倫理体系を推進している。

## 歴史

### 起源

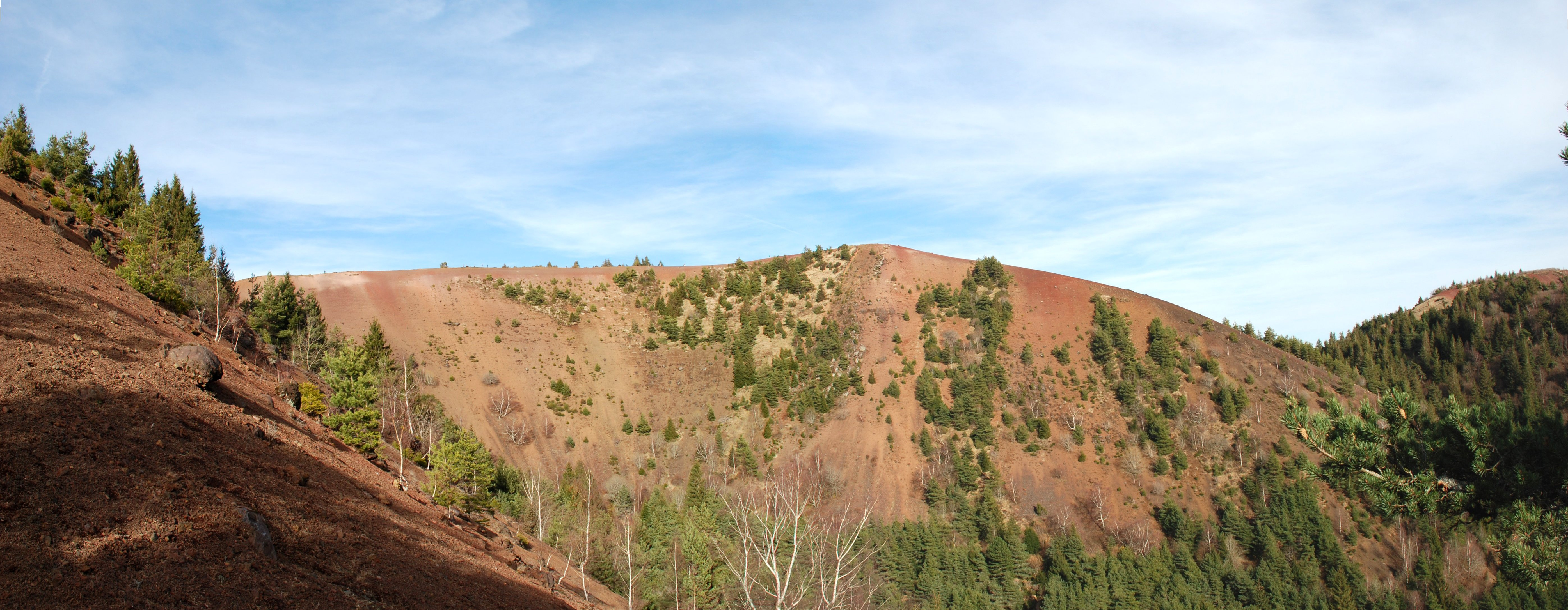
ラエルが1973年に初めてエロヒムに出会ったと主張する山

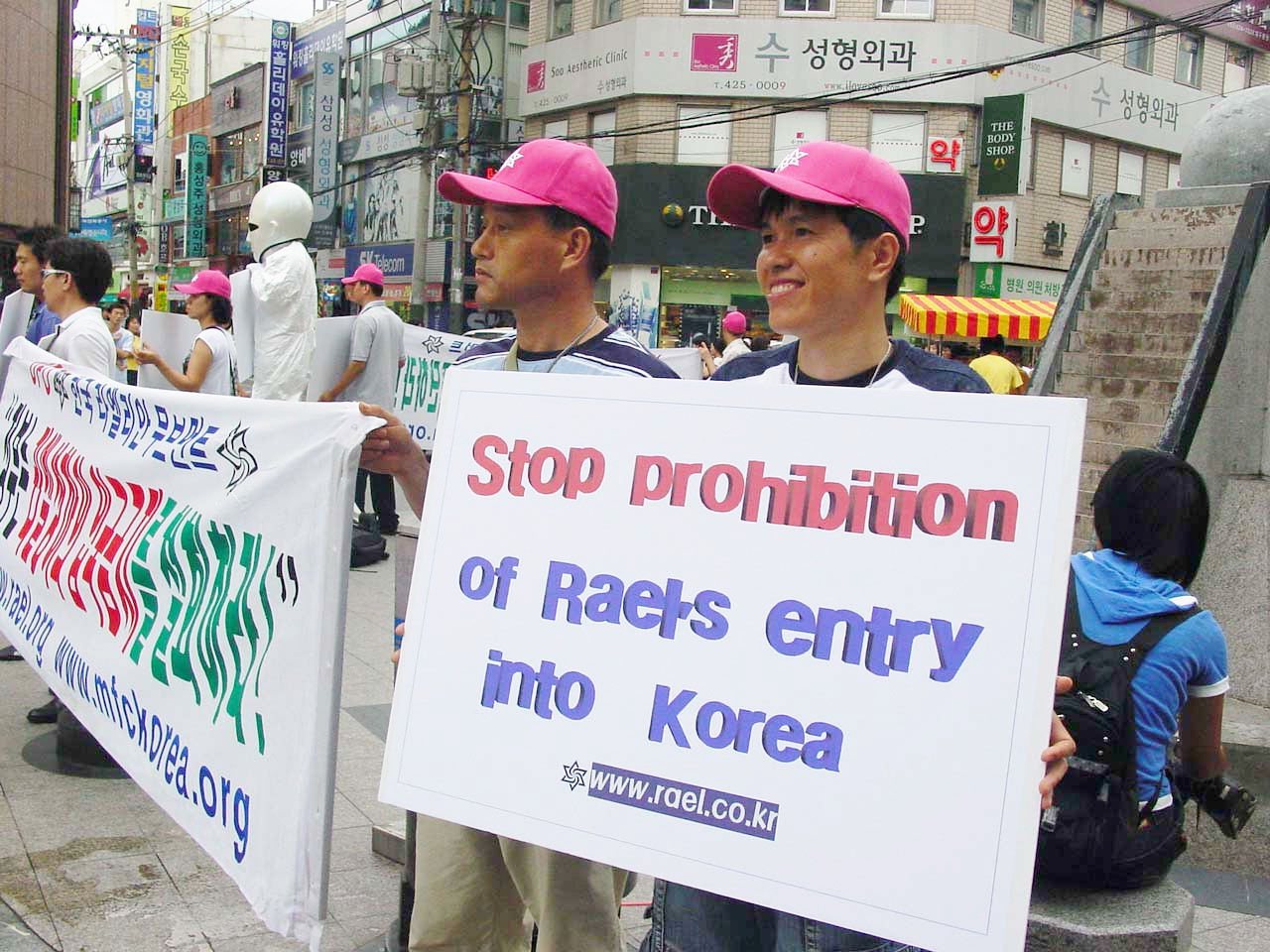
2003年、韓国政府がラエルの入国を禁止したことに抗議するラエリアン（ラエリアン・ムーブメントの信者）

教祖であるフランス人のクロード・ボリロン（ラエル）は、1946年に生まれた。1960年代は歌手、ギタリストとして活動し、1970年代に自動車雑誌を創刊してモータースポーツジャーナリストになった。1973年、ラエルはフランス中部のクレルモン＝フェラン近くにある火山のクレーターで、空飛ぶ円盤から現れたエロヒムと名乗る異星人とコンタクトし、その異星人から人類に向けたメッセージを受け取った。その際にラエルの名を与えられたとされている。異星人は緑色で、流暢なフランス語を話したという。1975年には、ラエルは再び異星人の訪問を受け、彼らの惑星に連れて行かれたと主張した。
異星人のメッセージによれば、現在の地球上の全ての生命は、約2万5000年進歩した科学技術力を有するエロヒムによって創造されたとする。エロヒムとは現代のヘブライ語にて神を意味するが、異星人の主張では、ヘブライ語の聖書の原典において「天空より飛来した人々」の意味であると述べている。
世界の神話や伝統的な宗教の神は、地球外の知的生命体をモデルとした存在で、科学が理解できなかった時代に作られた古い概念と位置づけており、魂（霊）も存在しないと考えているため、無神論の宗教とも主張している。
また生命の自然発生説や進化論は間違いであり、科学技術によって原始の生物から高度な生物へと推移した創造科学論であるとしている。旧約聖書の創世記は、過去のエロヒムによる生命創造の証となる記述が多く残っているとしている。
エロヒムは折に触れ人類と接触しており、自ら人類の理解を越えた神として振舞いながら、各時代に道徳や規律を教示したとしている。モーセ、ブッダ、イエス、マホメットなどは、エロヒムによって教育された彼らの預言者とされている。
人類は全ての現象を科学的に理解可能とする時代へ到達したとエロヒムが判断したため、真実の起源を人類へ伝えるためにラエルを選任したとする。ラエルはエロヒムにとって人類最後の預言者であり、ユダヤ教においてのメシア、仏教においての弥勒菩薩（マイトレーヤ）とも主張している。
エロヒムは人類が公式な来訪を望むのであれば、その証明として治外法権と制空権、外交特権等が認められた異星人の大使館の建設を要求しており、彼らはそこで主要諸国の代表者や報道機関と公式に会見し、地球上の様々な問題の解決策を提示し、段階的に科学技術の遺産を人類に継承すると述べている。 しかしながら、エロヒムは自らのメッセージを証明する為の物的証拠を人類に対して提示することは一切なく、宇宙船（UFO）を度々見せる事で人類に疑問を抱かせるのみとしている。彼らにとっては、人類が物的証拠を得ずとも自らのメッセージを考察し理解できる聡明さが重要であり、それによって人類がより知性的であると認められ、科学的遺産を継承するに値すると述べている。
六芒星と逆向きの卍を組み合わせたシンボルを用いており、これはエロヒムの宇宙船に描かれていた紋章で、宇宙における空間と時間の無限性を表現しているとされる

### その後の展開
1980年代初頭、南フランスにエデンと名付けられたキャンプ場を購入し、エロヒムを歓迎するための集団ヌード礼拝式に使用した。エデンでは、「官能的な瞑想」が行われ、「全裸になって鏡で自分の性器と肛門を観察する」儀式なども行われた。
1998年、テレビの生放送で「性教育のために子供を愛撫するのは普通のことである」と語るなどして、多くの論争を引き起こした。1995年、フランス議会委員会報告で、ラエリアン・ムーブメントは「危険なカルト」と認定された。1997年、ベルギーのラエリアン・ムーブメント（Mouvement Raëlien Belge）もセクトに分類された。
1995年、フランス議会がこの運動をカルトに分類した後、フランス語圏のカナダ、ケベック州に本部を移した。ケベックで、ラエルは女性信者の中で特に美しい者を「天使（エンジェル）」と名付け、彼の前で裸で踊り、彼や異星人（地球に到着したときに）とだけセックスする特権を与えた。ラエルは16歳の信者（母と祖母がラエリアン・ムーブメントの信者だったソフィー・ド・ニヴェルヴィル）と、信者である母親の許可を得て結婚した。ソフィーはラエリアンの良い噂を広め、資金を稼ぐために雑誌『プレイボーイ』で裸になった。

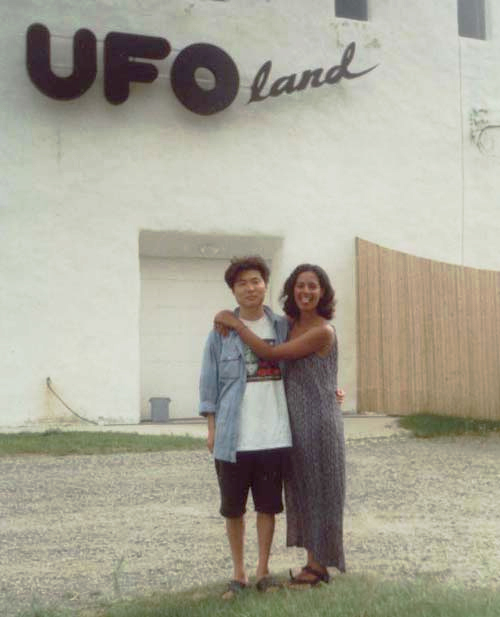
1997年、UFOランドを訪れた2人のラエリアン

1997年、ケベック州に博物館「UFOランド」をオープンしたが、2001年に財政的な理由で一般公開を中止した。2009年、新しいUFOランドの計画が発表された。
2001年、組織の幹部が未成年者をレイプしたという告発を受けて、フランスで法律問題に発展した。2003年に発表された「MIVILUDES（セクト的逸脱行為関係省庁警戒対策本部）」の報告書によると、幹部は精神操作、小児性愛、性的虐待、盗作などでも告発された。子供とのセックスについては、ラエルは「表現の自由」を理由に非難しなかった。
2002年、クローン人間作成に成功したと公表し、メディアからの注目を集めた。しかし、それを証明する科学的データは示されなかった。

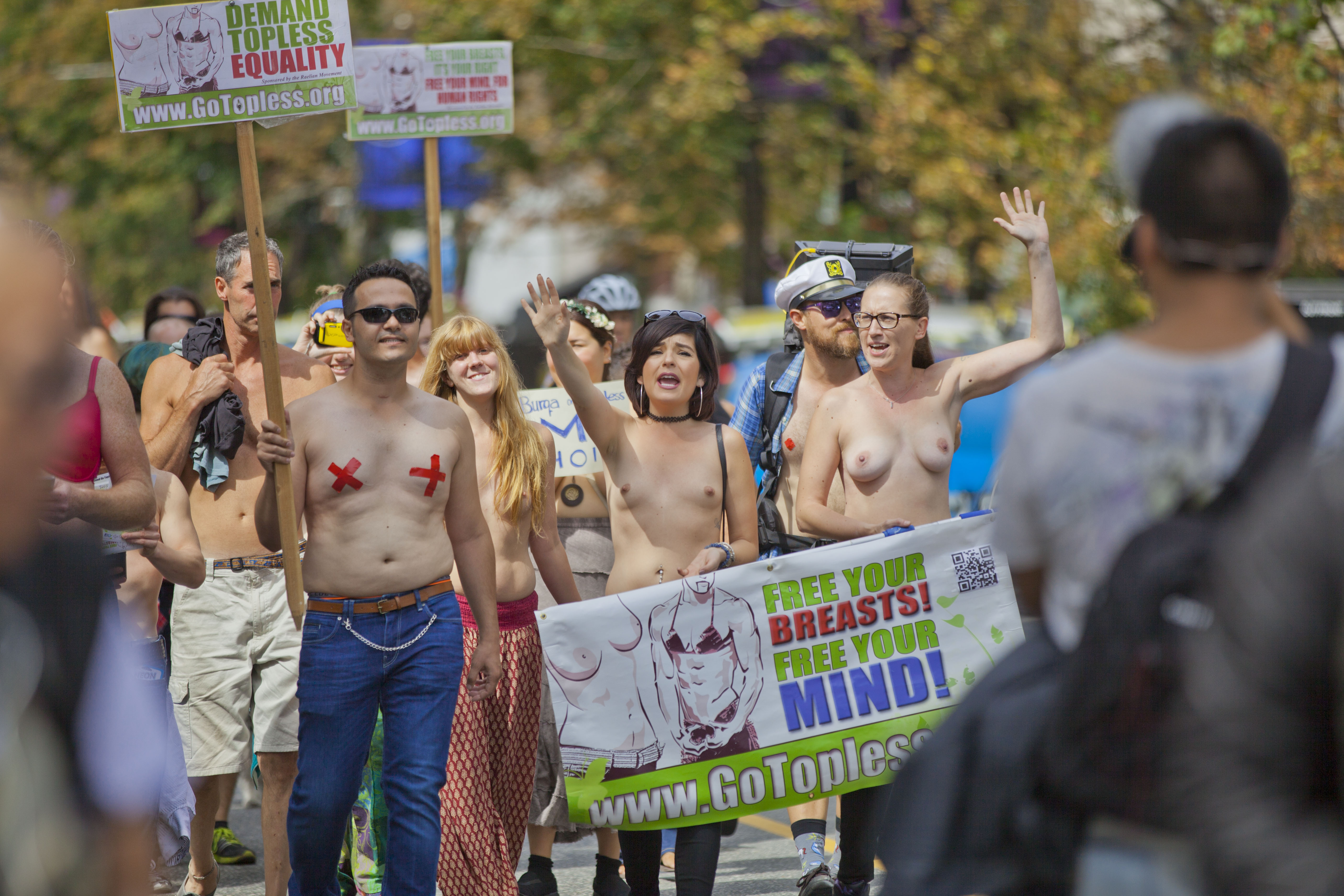
ゴー・トップレス・デー

2007年、「ゴー・トップレス・デー」を始めた。新型コロナのロックダウン期間中は、社会的距離を置くことが強調されていたにもかかわらず、「フリー・ハグ」キャンペーンを行った。これは、「完全な自由」を信条のひとつとする運動の一環であった。2023年8月、マンハッタンの路上で上半身裸のパレードを行った。
最盛期には、カナダ、アフリカ、日本などに6万人以上の会員がいると主張していたが、宗教社会学者のSusan J. PalmerとSentes Bryanは「水増しされている」と考えている。仏紙「フィガロ」によると、発祥の地であるフランスの信者は数百人であると指摘している。会員は、教団から「創始者のラエルは無給でエロヒムのメッセージを広めるために活動している」「会員からの寄付金は、エロヒムを地球に迎えるための大使館建設や講演会・セミナー開催費用などに使われている」と説明されている。

### 日本

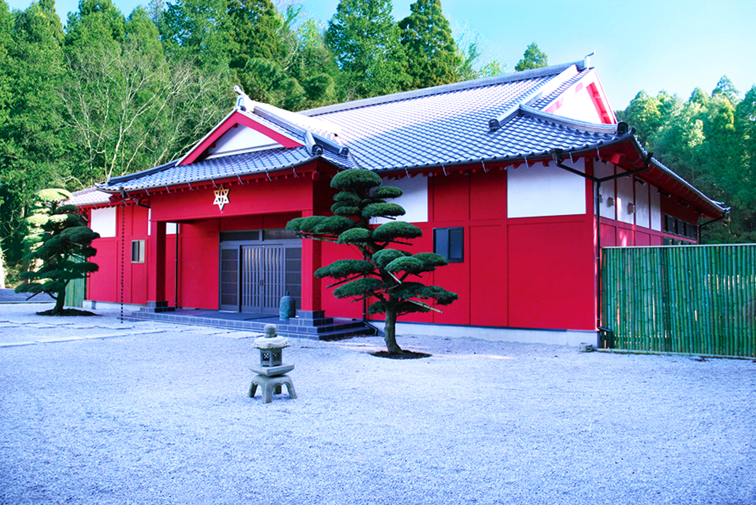
千葉県香取郡多古町にある寺院「弥勒菩薩光臨堂」

日本ラエリアン・ムーブメント（1980年設立 ）は世界の中でも最も規模が大きく、公式アナウンスによれば6,000人以上の会員を擁している。千葉県香取郡多古町本三倉に拠点を構え「地球外生命体を歓迎する大使館　千年紀プロジェクト」を進めている。
2007年、教祖のラエルはクローン人間作成に関する詐欺などで北米での活動が難しくなり、日本の沖縄県に移住した。ラエルは、信者獲得のため、仏教の要素を取り入れた哲学を中心に据えるようになった。2010年、宇宙人エロヒムを公式に地球に歓待するための第一段階として地球上で最初の施設「弥勒菩薩光臨堂（寺院）」を建設した（ラエルは、「マイトレーヤー（弥勒菩薩）」を名乗っている）。同年、鳩山由紀夫首相（当時）が瞑想などの統合医療を推進したことを絶賛し、千葉県で行われる同団体の瞑想セミナーに招待することを発表した。光臨堂（共同生活の拠点とされる寺院的な建物）でパーティを行い、全国各地で団体主催による講演会を開催している。日本では、フリーセックスの教義がクローズアップされ、週刊誌などで「セックス教団」と言われることもあった。しかし、『wezzy』によると、近年は信者の高齢化が進みフリーセックスな雰囲気は表立たなくなっているという。
2021年、Viceのドキュメンタリー『The Prophet and the Space Aliens（預言者と宇宙人）』で、ラエルの沖縄県での日常が映し出された。ラエルは、大勢の若い女性たちに囲まれ、ビーチで瞑想したり、ブールで遊んだりして日々を過ごしていた。2024年2月、Netflixでフランスのドキュメンタリー『予言者ラエル：異星人からのメッセージ』の配信が始まった。4つのエピソードで構成されるこのシリーズでは、信者、批判者、ラエル本人へのインタビューを通して、ラエルの教えと儀式、この運動に向けられた批判を検証した。このドキュメンタリーにも、日本における78歳のラエルの活動や若い女性との暮らしが出てくる。
新型コロナウイルス感染症（COVID-19）の流行時、2021年から日本ラエリアン・ムーブメントは、反ワクチン・マスク集会やデモ活動を行っている。

## クローン人間

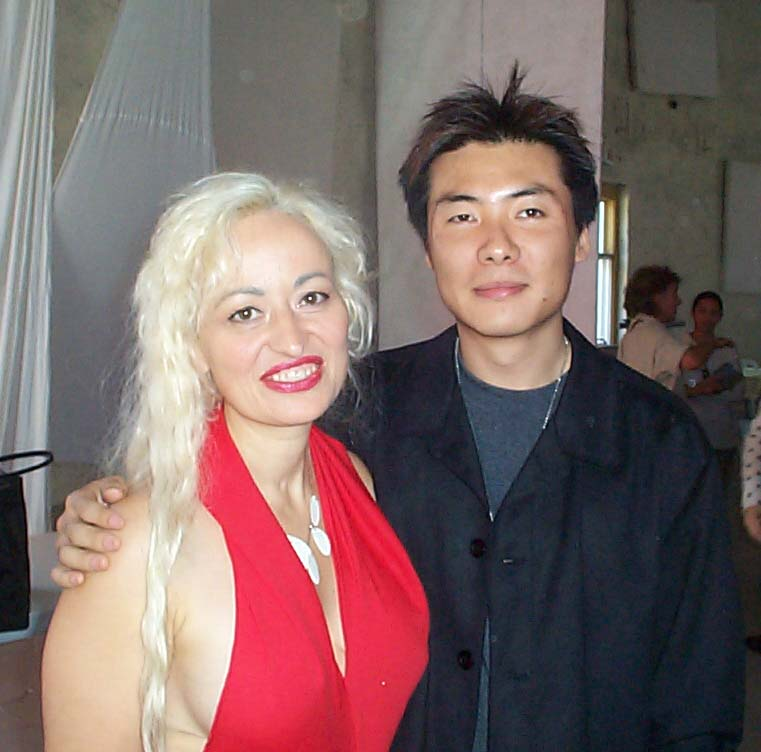
ブリジット・ボワセリエ（左）

ラエリアンの教義によると、洗礼（トランスミッションと呼ばれる）を受けることで、遺伝子情報がUFOに転送され、死後、その遺伝子をもとに宇宙人がクローンを作るため、宇宙で復活できるという。
1997年、ラエルはラエリアン司教であるブリジット・ボワセリエの指揮のもと、クローン人間の研究に取り組む組織「クローンエイド」を設立した。2002年、ボワセリエはイヴと名付けられた世界初のクローン人間を誕生させたと発表し、多くの批判や嘲笑と、メディアからの注目を集めた。イヴに関する主張は科学界によって実証されたことはなく、この発表はでっち上げだとみなされた。ボワセリエは、オランダ、日本、韓国、オーストラリアでも合計13人のクローンの赤ちゃんが生まれたと定期的に発表したが、マスコミは次第にラエリアンの記者会見に出席しなくなった。この話題は文部科学省の作業部会と国会でも取り上げられ、クローン人間を規制する法律について話された。後日、ラエルは「クローンを作ったなどありえない。私にはその意志も技術もない」「クローンエイドは、バハマに私書箱を置いた架空会社だった」と話した。

## 反ワクチン・マスク活動
ラエリアン・ムーブメントの指導者であるラエルは、「マスク、ワクチン、ソーシャルディスタンスは危険」「パンデミックは存在しない」「微生物やウイルスを愛し、恐れてはいけない」と主張している。また、WHOのパンデミック条約に反対している。日本ラエリアン・ムーブメントは、COVID-19ワクチンやマスク、PCR検査などに反対し、COVID-19の治療やワクチン解毒にイベルメクチンなどの否定された治療薬を推奨している。また、子供たちを守るために自治体や教育医療機関等に働きかけ、2021年7月より反ワクチン・マスク集会やデモ活動に参加している。
- 2021年7月24日、日本ラエリアン・ムーブメントが参加した反ワクチン・マスクデモには、Qアノン信奉者や幸福の科学信者なども参加し、｢PCR音頭｣に合わせて行進した[PR 9][PR 13][70][71]。
- 2023年10 - 11月、日本ラエリアン・ムーブメントはクラウドファンディングサイトで、「パンデミック条約」に反対する署名と募金を呼びかけ、募金は「ワールドカウンシルフォーヘルスジャパン（WCHJ）」に寄付すると説明した[9][PR 14]。当初、署名と募金の担当者欄はWCHJアドバイザーの原口一博衆議院議員と書かれていたが、WCHJは公式サイトで関係がないと否定した[9][PR 14]。
- 2023年11月26日、日本ラエリアン・ムーブメントが主催で「パンデミック条約反対、世界保健機関（WHO）脱退デモ行進」を開催し、ラップグループ「韻暴論者」メンバーのメック・ピースアらとともに「（日本はWHOから）脱退だ！脱退だ！脱退だ！」と連呼して舞い踊る反ワクチンデモ行進を行った[56][9][15]。2024年にも、日本ラエリアン・ムーブメントが主催の反パンデミック条約デモを行った[56][PR 15][PR 16]。
- 2024年1月14日、世界保健機関（WHO）と「パンデミック条約」に反対するデモ行進にラエリアンの関係者が参加した[56]。デモには、池田としえ日野市議、参政党の松田学や山中泉、サンクチュアリ教会（統一教会分派）、神真都Q、新地球会（神真都Q分派）なども参加して、「ワクチンは日本殲滅大作戦」「ビル・ゲイツ」などとシュプレヒコールを上げた[56][72]。

### 一次資料または記事主題の関係者による情報源
1. ↑  日本ラエリアン・ムーブメント公式フェイスブック 2012年11月15日
2. ↑  非営利ボランティア団体を標榜しているが宗教であることを否定していない、公式サイトFAQ「ラエリアンはラエリアン主義を宗教としてとらえているのでしょうか？」 参照
3. ↑  “当団体の概要”.   日本ラエリアン・ムーブメント. 2024年1月31日閲覧。
4. ↑  “宇宙人を迎える大使館プロジェクトが  現在進行中”.   日本ラエリアン・ムーブメント. 2024年1月31日閲覧。
5. ↑  公式サイト または 関連出版社の要約マンガ版 を参照
6. ↑  “Raelians to reignite ‘Free Hugs’ campaign for immunity”.   ラエリアン・ムーブメント (2022年11月25日). 2024年4月20日閲覧。
7. 1 2 3  “光臨堂、エロヒムに捧げられた初のラエリアン寺院”.   ラエリアン・ムーブメント (2010年10月11日). 2024年1月26日閲覧。
8. ↑  “当団体の概要”.   日本ラエリアン・ムーブメント. 2024年1月31日閲覧。
9. 1 2 3 4  “「新型コロナウイルスワクチン」にＮＯ！”.   日本ラエリアン・ムーブメント (2021年7月24日). 2024年1月26日閲覧。
10. 1 2  “マスクの危険理由とは”.   日本ラエリアン・ムーブメント. 2024年1月26日閲覧。
11. ↑  “WHOの「パンデミック条約」は人権侵害の可能性”.   日本ラエリアン・ムーブメント (2023年10月20日). 2024年4月20日閲覧。
12. ↑  “ワクチンデトックスについて”.   日本ラエリアン・ムーブメント. 2024年1月26日閲覧。
13. ↑  “反ワクチン・反マスクデモ”.   日本ラエリアン・ムーブメント. 2024年1月26日閲覧。
14. 1 2  “ＷＨＯの「パンデミック条約」に、断固反対します！ 日本政府に、パンデミック条約に調印しないことを求めます！ ～「日本国憲法」・「基本的人権」・「自由」を守るための署名運動～”.   Voice（日本ラエリアン・ムーブメント）. 2024年1月24日閲覧。
15. ↑  “１月２１日に新宿でデモを行いました～！！”.   Voice（日本ラエリアン・ムーブメント） (2024年1月30日). 2024年1月31日閲覧。
16. ↑  “2024-02-18★★★パンデミック条約・IHR改定断固反対!!★★新宿デモ★★”.   日本ラエリアン・ムーブメント. 2024年1月30日閲覧。

- ^ Raël, Intelligent Design. Nova Distribution, 2005. ISBN 978-2940252220
- ^ Raël, Geniocracy. The Raelian Foundation, 2004.
- ^ Raël, Maitreya. The Raelian Foundation, 2003.
- ^ Raël, Sensual Meditation. Tagman Press, 2002.
- ^ Raël, Yes to Human Cloning: Immortality Thanks to Science. Tagman Press, 2001. ISBN 978-1903571057.